# Antonio Chedraoui
Antonio Chedraoui Tannous (Trípoli, Líbano; 17 de enero de 1932-14 de junio de 2017) fue un clérigo de la Iglesia ortodoxa de Antioquía; desde su nombramiento como obispo en 1966, se desempeñó como jerarca de dicha iglesia para México, Venezuela, Centroamérica y el Caribe en calidad de vicario, obispo y arzobispo, según ha cambiado el estatus diocesano de la región. También ostentó el cargo de arzobispo metropolitano hasta su fallecimiento.
Proveniente de una familia de escasos recursos, estudió una licenciatura en teología y filosofía en la Universidad de Atenas, en Grecia, y se ordenó sacerdote en 1958. Hizo un rápido ascenso en su carrera eclesiástica ya que de 1957 a 1959 fue el secretario particular del arzobispo de Trípoli (Líbano), secretario particular del patriarca de 1959 a 1962 al tiempo que se desempeñó como superior de un monasterio y de 1962 a 1966 fue vicario general del Arzobispado de Monte Líbano y presidente del Juzgado Espiritual.
En 1966 el Sínodo del Patriarcado de Antioquía lo nombró obispo, dándole nombramiento de vicario patriarcal para México, Venezuela, Centroamérica y el Caribe. Intentó ingresar a México en calidad de obispo pero las autoridades migratorias le negaron el visado dadas las restricciones contra el ingreso de sacerdotes extranjeros que imperaban entonces (Véase: Irreligión en México). Entró a México gracias a las gestiones de César Nasta, consuegro del entonces presidente Gustavo Díaz Ordaz, lo que permitió entablar amistad con este último.
En 1994 obtuvo la nacionalidad mexicana. En 1996 el sínodo del patriarcado elevó a la categoría de arzobispado a la arquidiócesis presidida Chedraoui, con lo que se le nombró arzobispo metropolitano. Ha llevado a cabo la construcción de la catedral de San Pedro y San Pablo ubicada en Huixquilucan, en el Estado de México. En 2010 ingresó como “Académico de Número” en la Academia Nacional de Historia y Geografía, institución auspiciada por la Universidad Nacional Autónoma de México.
Antonio Chedraoui se distinguió por ser cercano a los hombres de Estado. Se relacionó con los presidentes de Líbano, México, Venezuela, Chile y Brasil. Se consideró un líder de las colonias libanesas y árabes en México y una personalidad con capacidad de convocatoria de diversos líderes. Falleció el 14 de junio de 2017 a los 85 años de edad a consecuencia de cáncer de pulmón.